# Colladonus convexus
Colladonus convexus är en insektsart som beskrevs av Nielson och Carolina Godoy 1995. Colladonus convexus ingår i släktet Colladonus och familjen dvärgstritar. Inga underarter finns listade i Catalogue of Life.